# نبرد شنگال

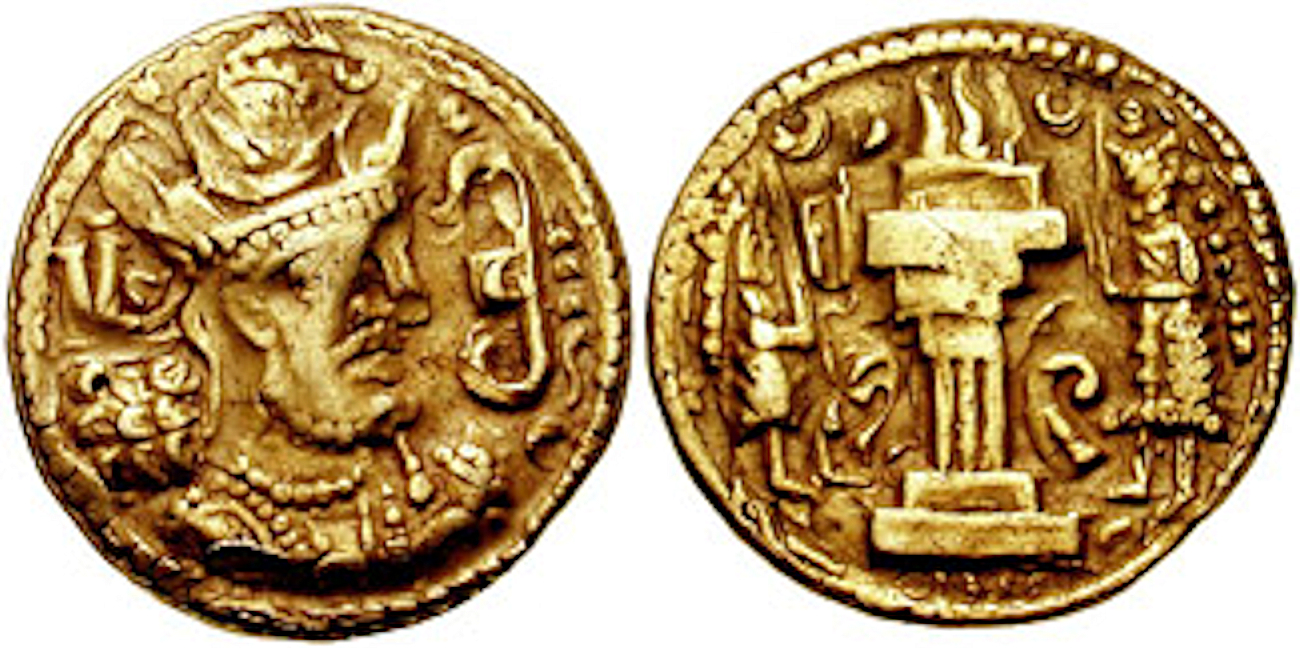
شاپور دوم 309-379 م ضرابخانه سند

نبرد شنگال (به انگلیسی: Siege of Singara) بخشی از جنگ‌های ایران و روم بود که در زمان شاپور دوم شاهنشاه ساسانیان روی داد.